# Koch Industries
Pour les articles homonymes, voir Koch.
Koch Industries, Inc. (prononcé [kɔk]) est une multinationale américaine non cotée, basée à Wichita au Kansas, qui possède des filiales dans des domaines comme le génie pétrolier, le génie chimique, la finance, le courtage de matières premières, l'élevage. 
En 2013, c'est la seconde plus grosse société non cotée des États-Unis par son chiffre d'affaires estimé à 115 milliards de dollars, derrière Cargill.
Fred C. Koch, l'un des cofondateurs de la compagnie en 1940, a inventé un processus innovant pour le raffinage du pétrole. Ses fils, Charles G. Koch, président du conseil et PDG, et David H. Koch, vice-président exécutif, sont toujours actionnaires majoritaires de l'entreprise. Charles Koch, qui détient 42 % de Koch Industries, a déclaré qu'il faudrait « lui passer sur le corps » pour que la société soit cotée en Bourse.

## Histoire
En 1940, Fred Koch cofonde la Wood River Oil and Refining Company. En 1946, la société acquiert Rock Island Oil & Refining en Oklahoma. En 1959, Koch achète 35 % de Great Northern Oil Company à Saint-Paul sans s'être rendu sur place.
En 1967, le décès du fondateur pousse son fils Charles, qui dirige la société, à la renommer Koch Industries en l'honneur de son père. En 1969, Charles Koch et J. Howard Marshall II deviennent partenaires pour prendre le contrôle de la Great Northern Oil Company. Après qu'ils ont acquis 100 % des actions, la société est renommée Koch Refining[réf. nécessaire].
En 1977, Koch acquiert 100 % de Abcor et en 1985, l'entreprise est renommée Koch Membrane Systems. En 1981, elle rachète à Sun Oil une raffinerie située à Corpus Christi.
En 1986, la société devient propriétaire de C. Reiss Coal Company. En 1989, elle achète les actifs de John Zink Company puis, en 1992, United Gas Pipeline. En 1993, Elf Asphalt est racheté. En 1997, elle acquiert Delhi Group. En 1998, Purina Mills est racheté. La même année, la société crée une nouvelle filiale KoSa après avoir racheté 50 % de la division polyester de chez Hoechst.
En 2000, une Cour de justice américaine annule tous les avoirs que Koch détient dans Purina, pour maintenir la viabilité de Purina[réf. nécessaire].
En 2001, Koch s'engage dans un partenariat avec Entergy Corporation pour créer une coentreprise Entergy-Koch, qui inclut la filiale de Koch United Gas Pipeline. En 2003, Koch Industries acquiert la division fertilisants de Farmland Industries (en), qui est en faillite. En 2004, Koch acquiert Invista, une filiale de DuPont, active dans les domaines des fibres et de la résine. Koch se retrouve ainsi propriétaire de marques comme Lycra ou Thermolite. En 2004, Entergy-Koch est vendu[réf. nécessaire].
En 2005, Koch achète Industrie Meccaniche di Bagnolo qui est renommé Koch Heat Transfer Company. Toujours en 2005, Koch acquiert Georgia-Pacific, entreprise papetière qui emploie 55 000 personnes, pour 13,2 milliards de dollars ; c'est la plus grande acquisition jamais réalisée par le groupe,,. En 2005 encore, Koch rachète Puron AG, société basée à Aix-la-Chapelle en Allemagne, fabricant de membranes pour le traitement de l'eau.
En 2013, Koch achète Molex pour 7,2 milliards de dollars. En mai 2014, c'est au tour de PetroLogistics, une entreprise de pétrochimie, pour 2,1 milliards de dollars.
En 2018, la famille Koch, propriétaire de l'entreprise, s'est enrichie de 26 milliards de dollars pour arriver à une fortune cumulée de 125 milliards de dollars.

## Influence politique
Les frères Koch sont aussi propriétaires de Koch Family Foundations, qui sont une grande source de fonds pour certaines causes politiques conservatrices et libertariennes aux États-Unis, dont certains laboratoires d'idées comme le Cato Institute (leur père a aidé à la création du John Birch Society, pourtant aucun de ses fils n'est membre de l'organisation). David est engagé en politique, il a été candidat à la vice-présidence pour le Parti Libertarien en 1980 ; lui et son colistier Ed Clark ont fini quatrièmes avec 921 299 votes.
En avril 2006, il a été annoncé que la Koch Family Foundations avait fait un don de 1 million de dollars pour aider à la préservation de la tallgrass prairie qui fait partie du Tallgrass Prairie National Preserve dans le comté de Chase au Kansas. La donation faite à la Kansas Prairie Legacy Campaign est d'après certaines informations la plus grande donation privée dans l'histoire de l'État. Liz Koch (la femme de Charles Koch) est actuellement la présidente de la Fred C. and Mary R. Koch Foundation, elle a déclaré que les collines Flint étaient un lieu très spécial pour Fred Koch, qui est décédé en 1967, et Mary Koch, qui est décédée en 1990. C'est dans les collines Flint que leurs cendres ont été éparpillées et que se trouvent leurs pierres tombales. Leur donation d'un million de dollars est un moyen d'honorer la mémoire et l'amour qu'avaient Fred et Mary pour la prairie du Kansas.

## Critiques
En 1989, le Committee on Investigations, qui était majoritairement démocrate affirmait que Koch Oil, une filiale de Koch Industries. Pendant la présidence de Bill Clinton, Koch a été inculpé de 315 actes de pollution, en particulier son complexe Pine Bend Refinery à Rosemount (Minnesota). Koch Industries a rejeté ces allégations et cette affaire s'est réglée en 2000 avec le paiement par Koch de 35 millions de dollars d'amendes.
Koch a aussi été inculpé de 97 chefs d'accusations pour avoir dissimulé des preuves dans le dossier de la nappe de benzène de 91 tonnes à Corpus Christi (Texas). Le gouvernement voulait obtenir 350 millions de dollars d'amendes. Quatre  employés de chez Koch ont eux aussi été inculpés de fautes criminelles dans ce dossier, risquant 35 ans de prison. Pendant ce temps, Koch donnait 800 000 $ au fonds pour l'élection de George W Bush. En 2000, le département de la Justice sous la présidence Clinton a réduit le nombre de chefs d'accusations de 97 à 11 puis à 9 et enfin à 7. Juste avant que l'affaire ne soit plaidée, le département de la Justice abandonna les poursuites pour les sept chefs d'accusations restants et Koch paya 20 millions de dollars d'amendes. Koch a plaidé coupable d'un seul chef d'accusation : dissimulation de preuves, ce qu'il avait lui-même admis en 1996[citation nécessaire], et les  autres chefs d'accusations envers les employés furent abandonnés.

## Au théâtre
- Léa et la théorie des systèmes complexes de Ian de Toffoli s'inspire de la saga de la famille Koch.

### Presse
- (en) « Inside the Koch Brothers' Toxic Empire », Rolling Stone, 24 septembre 2014.
- (en) « The Weekend Interview » « Private Enterprise: Charles Koch applied the "science of liberty" to become one of the world's richest men. », The Wall Street Journal.
- (en) « Mr. Big », Forbes.